# Luiz Henrique Mandetta
Luiz Henrique Mandetta (Campo Grande, 30 de novembro de 1964) é um médico ortopedista e político brasileiro filiado ao União Brasil (UNIÃO). Foi deputado federal por Mato Grosso do Sul entre 2011 e 2019 e Ministro da Saúde no governo de Jair Bolsonaro, entre 1º de janeiro de 2019 e 16 de abril de 2020, quando foi demitido após divergências com o presidente quanto à política de isolamento social no período da pandemia de COVID-19.

## Família e formação
Nascido em Campo Grande, capital de Mato Grosso do Sul em 30 de novembro de 1964, Luiz Henrique Mandetta veio de uma família ilustre na política de seu estado, sendo o caçula dos cinco filhos do casal Hélio Mandetta, médico ortopedista e uma vez vice-prefeito de Campo Grande, com Maria Olga Solari, ambos descendentes de imigrantes italianos. Entre seus parentes notáveis, incluem-se os seus primos, o incumbente senador Nelsinho Trad, o deputado federal Fábio Trad, o ex-prefeito de Campo Grande Marquinhos Trad e o ex-presidente da Câmara Municipal de Campo Grande, Paulo Siufi Neto.
Aos 17 anos, mudou-se para a cidade do Rio de Janeiro para cursar medicina na Universidade Gama Filho (UGF). Fã de futebol, torcedor do Botafogo, conheceu sua esposa Terezinha em meio aos encontros da União Sul Mato-Grossense de Estudantes e à torcida nos jogos do seu clube. Seguiu especialização em ortopedia pelo Serviço de Ortopedia da Universidade Federal de Mato Grosso do Sul, depois foi morar em Atlanta nos Estados Unidos para fazer sub especialização em ortopedia infantil pelo Old Scottish Rite Hospital.
Ainda nos anos 90 voltou ao seu estado, servindo como médico militar no posto de 1º tenente no Hospital Central do Exército (HCE). De 1993 a 1995 foi médico da Santa Casa de Campo Grande e conselheiro fiscal para a Unimed e Santa Casa. Em 2001, aos 37 anos, foi eleito presidente da Unimed Campo Grande, o mais jovem a ocupar o posto na cooperativa, ocupando o cargo até 2004.

## Secretário Municipal da Saúde
Em 2004, seu primo Nelsinho Trad foi eleito prefeito de Campo Grande, e convidou Mandetta para assumir a Secretaria Municipal de Saúde, primeiro cargo público da carreira do médico. O secretário assumiu durante um surto de dengue no município, focando seu trabalho em campanhas contra os vetores da doença, mais tarde dando palestras sobre seus métodos para combater a doença em todo o Brasil.
Durante seu mandato como secretário, ele, junto com o prefeito e outros membros do governo municipal, sofreram acusações de fraude em licitação, tráfico de influência e caixa dois na implementação de um sistema de prontuário eletrônico. Mandetta nega irregularidades, afirmando que o Ministério Público nunca o denunciou formalmente pelo seu trabalho.

## Deputado federal
No começo de 2010, Mandetta saiu do PMDB para concorrer ao cargo de deputado federal. Foi eleito pelo DEM nas eleições de 2010, recebendo 78,7 mil votos, sendo posteriormente reeleito com 57,3 mil votos nas eleições de 2014, para a 55.ª legislatura (2015-2019).
Como deputado federal, o conservador Luiz Henrique foi oposição ao Governo Dilma Rousseff, especialmente ao programa Mais Médicos e se mostrou contrário a legalização do aborto, no entanto, o mesmo também defendeu o uso da maconha medicinal. Além disso, ele focou na pauta da saúde, frequentemente defendendo mais recursos para a área.
Adicionalmente, votou a favor do processo de impeachment de Dilma Rousseff. Posteriormente, foi favorável à PEC do Teto dos Gastos Públicos. Em abril de 2017 votou a favor da Reforma Trabalhista. Em agosto de 2017 votou a favor do processo em que se pedia abertura de investigação do então Presidente Michel Temer. Em outubro de 2017, na votação para a criação de um fundo público para financiamento das campanhas eleitorais, foi um dos deputados que votou a favor. Foi ele que recebeu a deputada Tereza Cristina, na época recém expulsa do PSB por ter votado a favor da reforma trabalhista, no Democratas.
Inicialmente, Mandetta era visto como pré-candidato ao cargo de Governador de Mato Grosso do Sul pelo Democratas, mesmo com o partido sendo base aliada do governador Reinaldo Azambuja. No entanto, anunciou sua aposentadoria política, afirmando que desejava ficar mais tempo com sua família. Consequentemente, não se candidatou à reeleição nas eleições de 2018. Mandetta reconsiderou sua decisão e no final de fevereiro de 2021 fez as pazes com o Democratas, permanecendo filiado ao partido.

## Ministro da Saúde

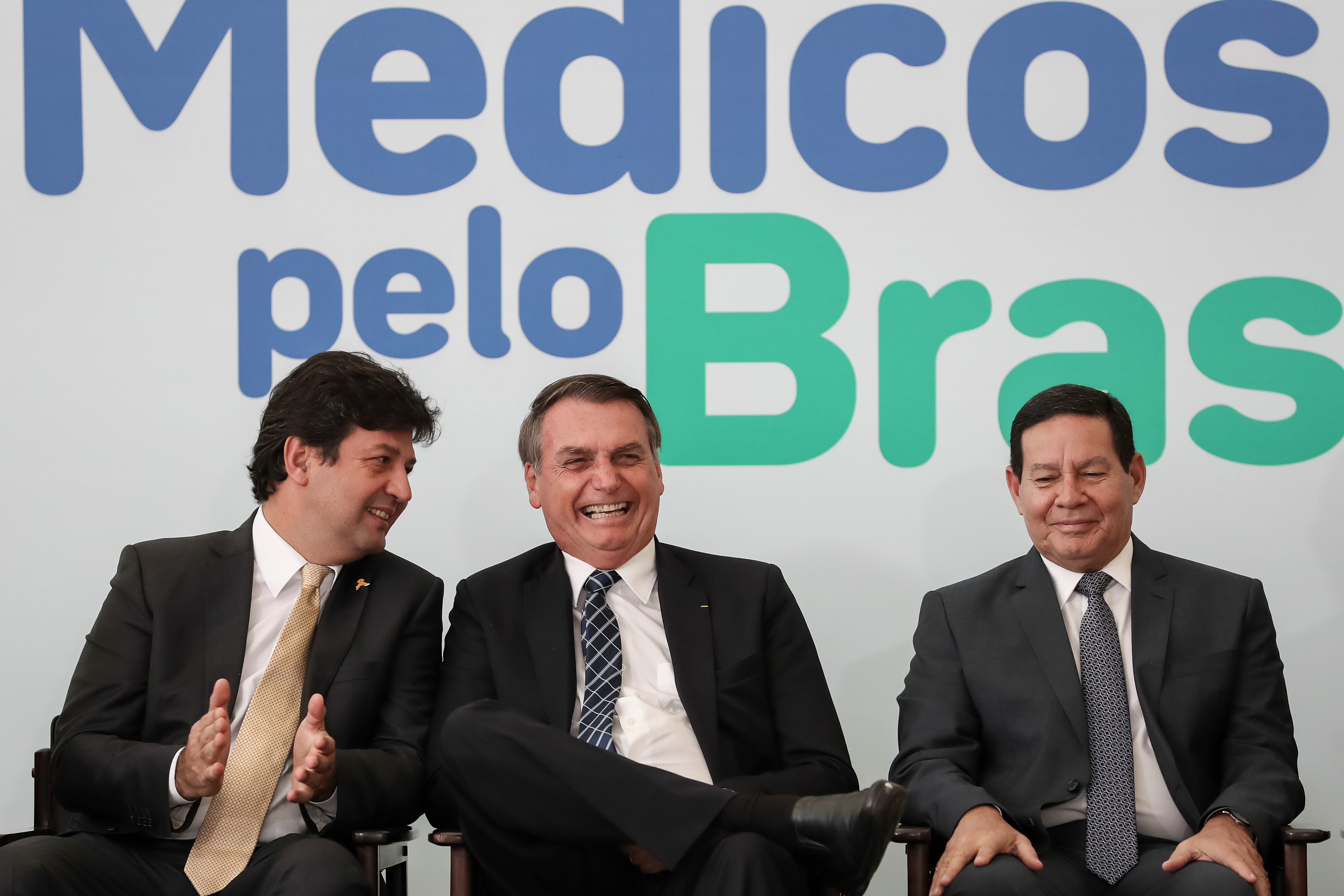
Henrique Mandetta com o presidente Jair Bolsonaro e o vice Hamilton Mourão, na cerimônia de lançamento do programa Médicos pelo Brasil.

Em 20 de novembro de 2018, Mandetta foi confirmado pelo presidente eleito Jair Bolsonaro para assumir o Ministério da Saúde, tornando-se o terceiro ministro do Democratas junto com sua conterrânea Tereza Cristina e o gaúcho Onyx Lorenzoni. Pesou na sua indicação o apoio de associações médicas, santas casas e da frente parlamentar de medicina. No entanto, a nomeação foi criticada devido às acusações de corrupção na sua gestão como secretário municipal.
Bolsonaro afirmou que a denúncia não seria motivo para impedir a nomeação, que Mandetta não seria réu, e que só uma acusação 'robusta' o tiraria do ministério. Sobre a acusação de irregularidades durante sua gestão à frente da Secretaria de Saúde de Campo Grande, o deputado afirmou uma semana antes da confirmação para o cargo, que havia conversado com Bolsonaro sobre os detalhes do caso.
Mandetta foi empossado pelo Bolsonaro dia 1 de janeiro de 2019. Como ministro, ele moderou seu discurso, evitando se meter nas polêmicas do Presidente como a saída unilateral de Cuba no programa Mais Médicos anunciada na transição de governo e não realizando a "despetização" (nome dado para a remoção de qualquer funcionário com ligação ao PT promovida pela governo). Na sua gestão, ele buscou a readmissão dos cubanos e a aprovação do programa Médicos pelo Brasil, apesar da boa relação com o Congresso, o ministro teve dificuldade em articular sua agenda prioritária, com a medida provisória quase caducando antes ser aprovado no final de 2019.

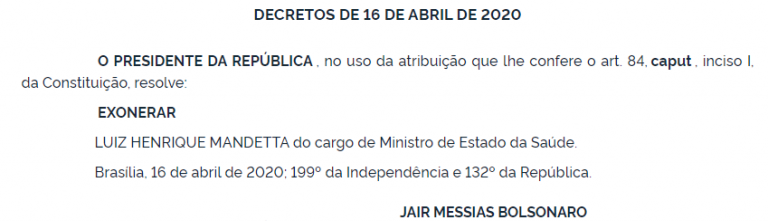
Decreto de exoneração em 16 de abril de 2020

Permaneceu no cargo até 16 de abril de 2020, quando foi exonerado por Bolsonaro, com quem vinha travando uma relação conflitante por divergências quanto ao confinamento da população no combate à pandemia de COVID-19. Mandetta, que defendia o isolamento máximo, com o qual Bolsonaro não concordava, foi substituído pelo médico oncologista Nelson Teich.
Em abril de 2020, uma reportagem da Agência Pública mostrou como a resposta governamental à pandemia de COVID-19 foi usada de estratégia para demitir Mandetta do cargo de ministro da Saúde, inclusive com a propagação de informações falsas nas mídias sociais. Um outro objetivo dessa estratégia era retomar o apoio perdido nas redes sociais.

### Gestão e crise durante a pandemia de COVID 19

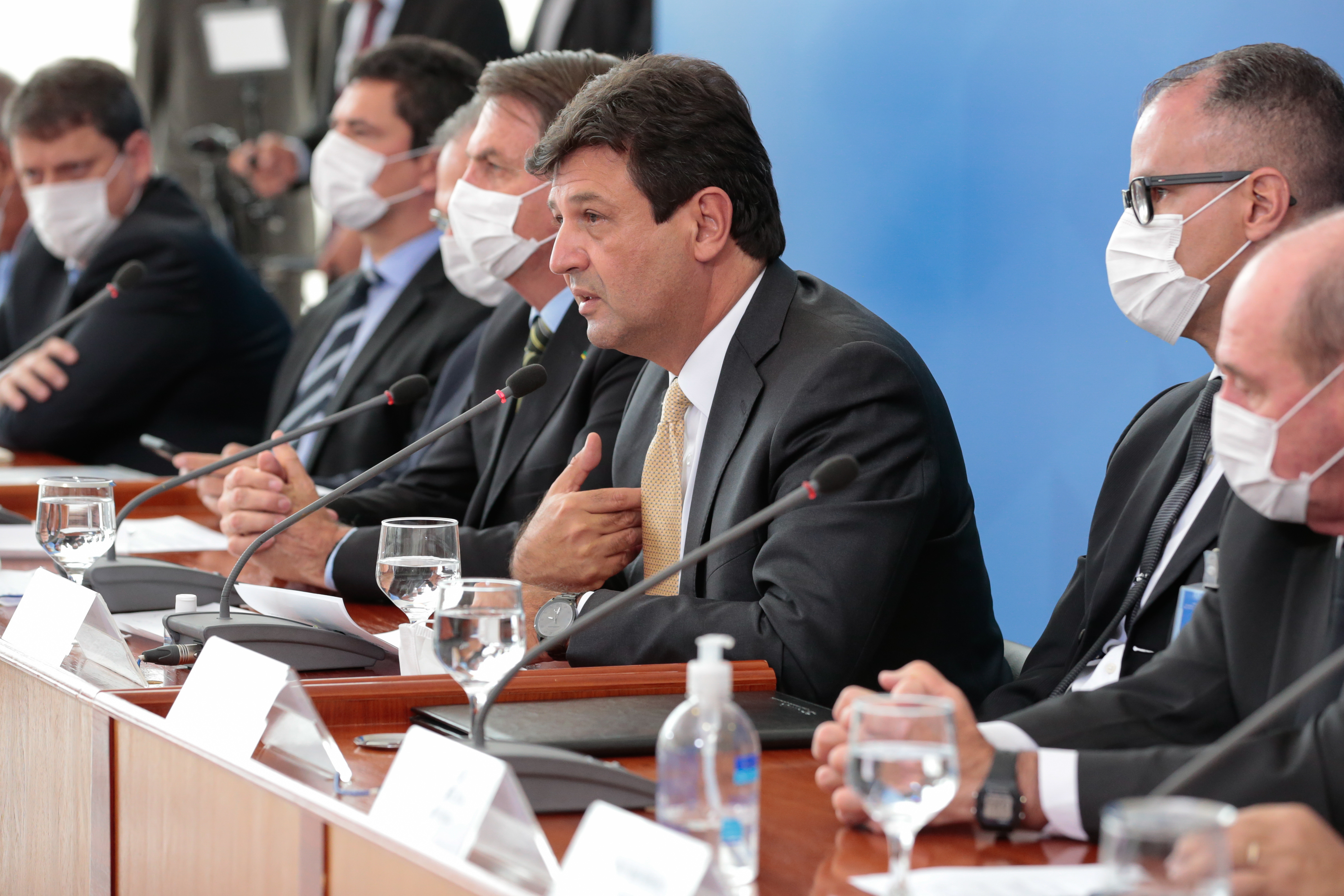
Mandetta discursando sobre a pandemia de COVID-19 tendo ao lado o presidente Bolsonaro e outros membros do governo federal.

Em 2020, Mandetta ganhou expressiva notoriedade à frente do Ministério da Saúde, no combate à pandemia de COVID-19, algumas vezes contrariando o próprio presidente da República.
No dia 31 de janeiro de 2020, o ministro reativou um Grupo de Trabalho Interministerial de Emergência em Saúde Pública de Importância Nacional e Internacional para atuar no enfrentamento da pandemia. Sob seu comando o grupo passou a realizar monitoramento diário da situação junto à Organização Mundial da Saúde, atualizando diariamente as informações na Plataforma IVIS, com números de casos suspeitos, confirmados e descartados, além das definições desses casos e eventuais mudanças em relação à situação epidemiológica.
Em 13 de março de 2020, houve um encontro entre Mandetta e o governador de São Paulo, João Doria, que se mostrou favorável ao isolamento social a fim de minimizar o avanço da doença, opinião não compartilhada pelo seu rival político, o presidente Bolsonaro, que irritou-se com o encontro. Na ocasião, a mídia especulou que a situação havia tornado as opiniões de Mandetta melhor aceitas que as do presidente, e que este poderia exonerá-lo do cargo de ministro, fato que mais tarde foi negado pelo ministro da Casa Civil Walter Souza Braga Netto. Em uma coletiva, Mandetta ajustou-se ao discurso do presidente, declarando que havia exageros no confinamento social para combater o coronavírus. Posteriormente, no entanto, Mandetta passou a defender que fossem mantidas as medidas de isolamento social determinadas pelos governos estaduais, contrariando o discurso de Bolsonaro.
Em uma pesquisa do Datafolha realizada por telefone com 1 511 pessoas entre os dias 1.º e 3 de abril de 2020, a gestão de Mandetta tinha aprovação de 76 por cento da população, sendo que 82 por cento dessa aprovação era de eleitores do presidente Bolsonaro. Na época, ele se mostrou cético do uso da cloroquina no combate ao coronavírus, quando o chefe de executivo recomendava seu uso, e criticou a passeata promovida pelo presidente, por descumprir o isolamento social. Bolsonaro afirmou, em 5 de abril, sem se referir explicitamente a Mandetta, que "alguns ministros haviam se tornado estrelas" e que "não tinha medo de usar a caneta", sugerindo a possibilidade de exonerar o ministro. No dia seguinte, sites noticiaram que Bolsonaro havia decidido exonerar Mandetta do Ministério da Saúde e substituí-lo pelo deputado Osmar Terra, político alinhado com a visão do presidente a respeito da pandemia de COVID-19.
A notícia de que Bolsonaro teria decidido exonerar Mandetta gerou mobilização de políticos, servidores do Ministério da Saúde e da sociedade civil em favor da permanência do ministro. Mandetta recebeu apoio, entre outros políticos, do ex-ministro Alexandre Padilha, idealizador do programa Mais Médicos, e do deputado Marcelo Freixo. Os governadores João Doria e Ronaldo Caiado mostraram-se abertos a nomeá-lo secretário estadual da Saúde caso fosse removido do ministério. Em uma conversa supostamente ouvida em 9 de abril pelo analista de política do canal de TV CNN Brasil, Caio Junqueira, o ministro Onyx Lorenzoni e o deputado Osmar Terra criticaram a atuação do ministro Mandetta, afirmando que ele não teria compromisso com o presidente e que, após os discursos do ministro na mídia, Lorenzoni tinha vontade de "cortar a cabeça dele". O partido Democratas, ao qual são filiados tanto Onyx quanto Mandetta, criticou abertamente Onyx pelo ocorrido e pediu desculpas. O desgaste na relação de Mandetta com Bolsonaro e seus apoiadores levou à sua exoneração em 16 de abril de 2020.

## Obras publicadas
- Um Paciente Chamado Brasil: Os bastidores da luta contra o coronavírus, Mandetta L.H. (2020) Editora Objetiva ISBN 9788547001148 – Livro sobre os bastidores da luta contra a COVID-19 no Brasil durante a gestão de Mandetta como ministro da Saúde.[57]